# دنيس إشيروود
دنيس إشيروود (بالإنجليزية: Dennis Isherwood)‏ هو لاعب كرة قدم بريطاني في مركز ظهير ‏، ولد في 20 يناير 1947 في Brierley Hill ‏ في المملكة المتحدة. لعب مع برمنغهام سيتي وكيدرمينستر هاريرز.